# Reylus chilensis
Reylus chilensis is een keversoort uit de familie somberkevers (Zopheridae). De wetenschappelijke naam van de soort werd in 1969 als Erylus chilensis gepubliceerd door Roger Dajoz.